# Lista de plantas aquáticas usadas para aquarismo
As plantas aquáticas desta lista são usadas para a prática do aquarismo. Elas estão relacionadas alfabeticamente pelo no nome científico em cada família botânica e com o nome comercial entre parênteses. 

## Acanthaceae
- Hemigraphis colorata Hallier f. (=Ruellia colorata Vell.)
- Hygrophila corymbosa Lindau
- Hygrophila difformis Blume (Sinemá)
- Hygrophila polysperma T.Anders. (Higrofila Anã)

## Alismataceae
- Echinodorus amazonicus Rataj
- Echinodorus angustifolius ;
- Echinodorus argentinensis;
- Echinodorus aschersonianus;
- Echinodorus berteroi;
- Echinodorus bleheri;
- Echinodorus bracteatus;
- Echinodorus cordifolius;
- Echinodorus glaucus;
- Echinodorus grandiflorus;
- Echinodorus horizontalis;
- Echinodorus tunicatus;
- Echinodorus longiscapus;
- Echinodorus macrophyllus;
- Echinodorus martii Micheli
- Echinodorus nymphaeifolius;
- Echinodorus opacus;
- Echinodorus osiris;
- Echinodorus ovalis;
- Echinodorus parviflorus;
- Echinodorus subalatus;
- Echinodorus tenellus Buchen.; (Tenellus)
- Echinodorus trialatus;
- Echinodorus uruguayensis;
- Echinodorus virgatus
- Sagittaria subulata Schomb. (Sagitária)

## Aponogetonaceae
- Aponogeton madagascariensis (Mirb.) H.W.E.van Bruggen

## Araceae
- Anubias afzelii Schott
- Anubias barteri Schott
- Anubias hastifolia
- Anubias barteri var. nana Engl.
- Cryptocoryne beckettii
- Cryptocoryne ciliata
- Cryptocoryne crispatula
- Cryptocoryne gomezii
- Cryptocoryne lingua
- Cryptocoryne retrospiralis
- Cryptocoryne spiralis
- Cryptocoryne undulata A.Wendt
- Cryptocoryne wendtii de Wit
- Cryptocoryne willisii Hort. ex A.Chev.

hhh

## Brassicaceae
- Cardamine lyrata Bunge (Trepadeira Chinesa)

## Campanulaceae
- Lobelia cardinalis L.

## Cabombaceae
- Cabomba caroliniana A.Gray (Cabomba Verde)

## Cyperaceae
- Cyperus helferi Boeckeler
- Eleocharis parvula Palla

## Droseraceae
- Aldrovanda vesiculosa L.

## Eriocaulaceae
- Tonina sp.

## Haloragaceae
- Myriophyllum aquaticum (Vell.) Verdc.
- Myriophyllum hippuroides Nutt. ex Torr. & Gray
- Myriophyllum matogrossensis
- Proserpinaca palustris L. (Erva-sereia)

## Hydrocharitaceae
- Blyxa echinosperma Hook.f.
- Blyxa japonica Maxim. ex Aschers.et Gurke
- Egeria densa Planch. (Elódea)
- Limnobium laevigatum (Humb. & Bonpl. ex Willd.) Heine
- Vallisneria spiralis var. tortissima L. (Valisnéria Saca-rolha)

## Hypnaceae
- Vesicularia dubyana (Java Moss)

## Lamiaceae
- Eusteralis stellata (Lour.) Panigrahi

## Lythraceae
- Ammannia gracilis Guill. & Perr. (Amânia Rosada)
- Didiplis diandra Wood
- Rotala sp. "Nanjenshan" (=Mayaca sellowiana Kunth)
- Rotala macrandra Koehne
- Rotala rotundifolia Koehne
- Rotala wallichii Koehne

## Mayacaceae
- Mayaca fluviatilis Aubl.

## Menyanthaceae
- Nymphoides aquatica Kuntze

## Najadaceae
- Potamogeton gayii A.Bennett

## Nymphaeaceae
- Barclaya longifolia Wall.
- Nymphaea stellata Willd.

## Onagraceae
- Ludwigia arcuata Walter
- Ludwigia glandulosa
- Ludwigia inclinata
- Ludwigia mullertii
- Ludwigia ovalis
- Ludwigia repens
- Ludwigia repens x arcuata

## Piperaceae
- Saururus cernuus L. (Rabo de Lagarto)

## Pontederiaceae
- Eichhornia azurea Kunth
- Heteranthera zosterifolia (Stargrass)

## Primulaceae
- Lysimachia nummularia L.
- Samolus parviflorus Raf.

## Pteridophyta
- Ceratopteris thalictroides (L.) Brongn.
- Salvinia auriculata Aubl.

## Ricciaceae
- Meiryccia fluitans

## Scrophulariaceae
- Bacopa lanigera Wettst. (Bacopa Peluda)
- Bacopa monnieri (L.) Pennell (Bacopa Anã)
- Glossostigma elatinoides (Benth.) Hook.f.
- Limnophila sessiliflora Griff. (Ambulia Anã)
- Hemianthus micranthemoides Nutt.
- Micranthemum umbrosum (J.F.Gmel.) Blake
- Microsorum pteropus (Samambaia de Java)